# Mecodina macrocera
Mecodina macrocera là một loài bướm đêm trong họ Erebidae.